# Шуклін Ілля Захарович
Ілля́ Заха́рович Шу́клін (1922—1943) — гвардії старший лейтенант РА, командир батареї 172-го артилерійського полку 79-ї гвардійської стрілецької дивізії.

## Життєпис
Народився 1922 року в селі Чорний Ануй Усть-Канського району Алтайського краю у селянській родині. У місті Горно-Алтайськ.
З 1941-го в лавах РА, того ж року закінчив Томське артилерійське училище. В грудні 1941-го потрапив до лав 284-ї стрілецької дивізії, що в тому часі формувалася у Томську, в складі якої й вирушив на фронт.
З квітня 1942 року перебував на фронтах нацистсько-радянської війни, командир артилерійської батареї. Воював на Брянському, Сталінградському, Південно-Західному фронтах.
Брав участь в обороні станції Касторна Курської області, боях за Воронеж, Сталінград. В складі підрозділу форсував Сіверський Дінець поблизу селища Банновський та бився за утримання плацдарму.

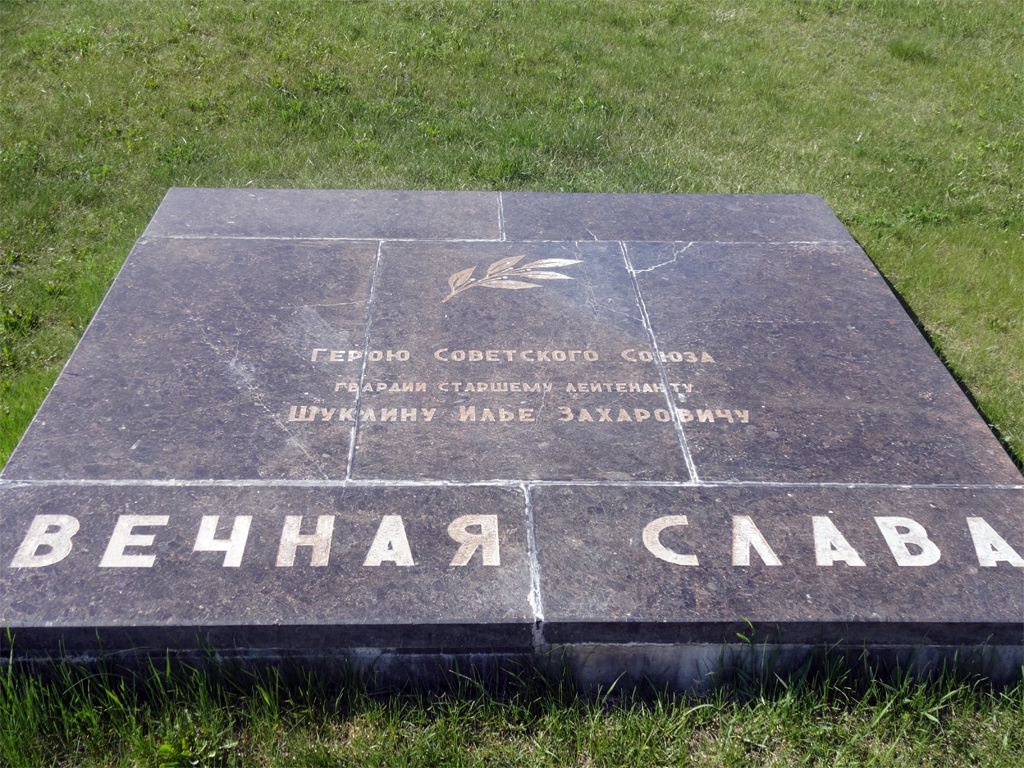
Меморіальна плита Іллі Шукліна на Мамаєвому кургані

28 червня 1942-го нацистські сили групи армій «Вейс» з-під Курська переходять в наступ та форсують річку Тім та направляються до станцій Горшечне і Касторне, біля останньої артилеристи Шукліна прийняли бій, в ході якого було виведено з ладу кілька ворожих одиниць бронетехніки. Після 5 днів боїв підрозділ зумів вийти з оточення.
14 липня 1942 року командир артилерійської батареї Ілля Шуклін в бою біля села Перекопівка (приблизно за 80 км від Воронежа) наказав своєму підрозділу (у якому лишалася 1 76-мм гармата) вступити у боротьбу із ворожими танками. В тому бою противник із 30 втратив 14 танків, 4 БТРи, до 100 вояків убитими та відійшов.
В кінці вересня 1942-го підрозділ у складі 284-ї дивізії займає рубіж на лівому березі Волги під Сталінградом під Мамаєвим курганом. За бої під Сталінградом Ілля Шуклін відзначений двома бойовими орденами.
Загинув 21 липня 1943 року в бою біля села Гола Долина (сучасна Долина Слов'янського району Донецької області).

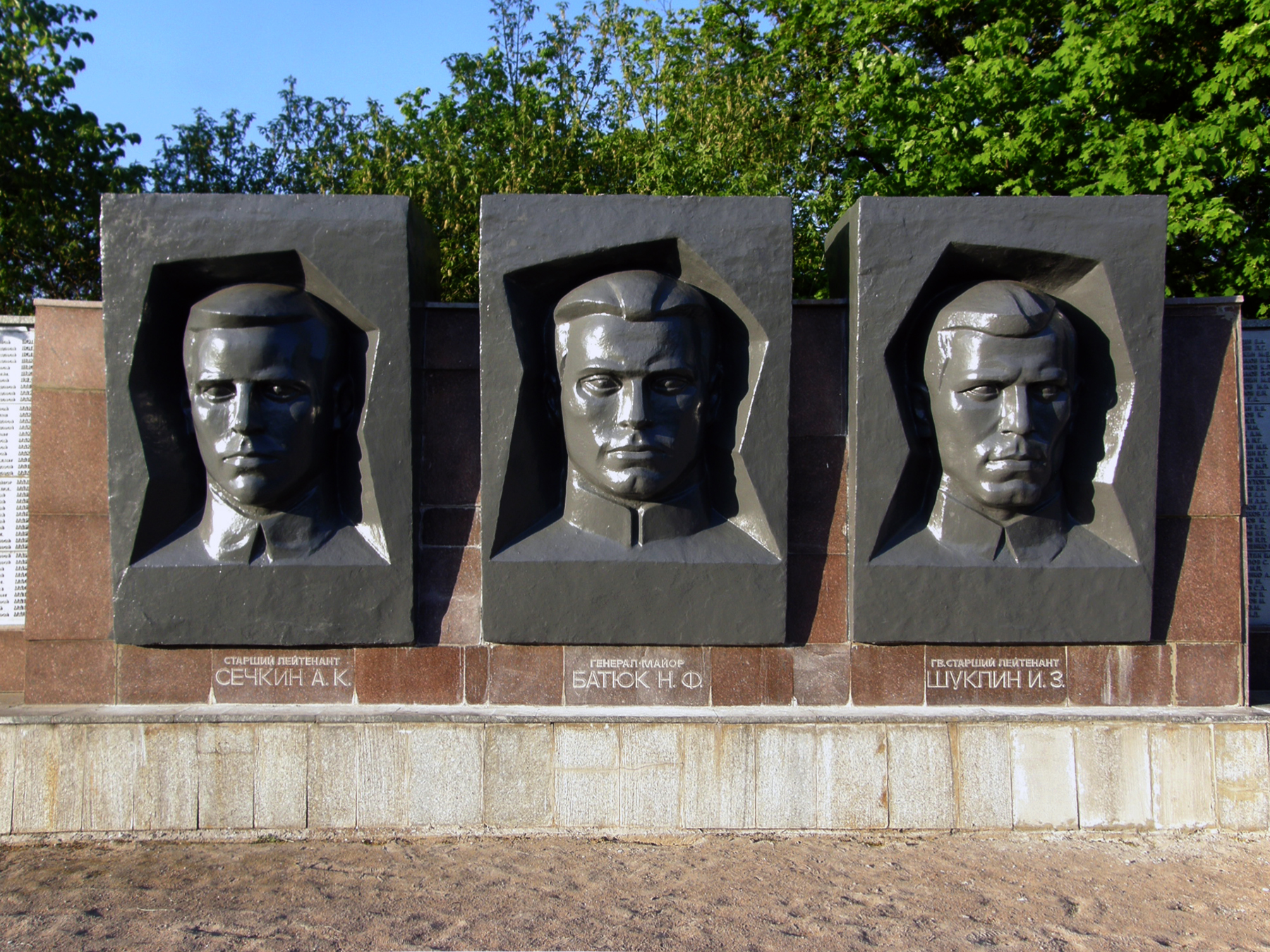
Стели поблизу могил Олександра Сечкіна, Миколи Батюка та Іллі Шукліна на меморіалі у Святогірську

Похований у Святогірську.

## Нагороди
- Герой Радянського Союзу (посмертно, 29 жовтня 1943)
- орден Леніна
- орден Вітчизняної війни 1-го ступеня
- 2 ордени Червоної Зірки
- медаль «За оборону Сталінграда»
- ім'я Іллі Шукліна присвоєно школі № 6 та вулиці в Горно-Алтайську
- в місті Слов'яногірськ встановлено пам'ятник-барельєф
- в меморіальному комплексі на Мамаєвому кургані встановлено пам'ятну плиту
- ім'ям Шукліна було названо поле в Слов'янському районі
- навічно зарахований в списки Н-ської військової частини